# ティーローゼ・レーダー

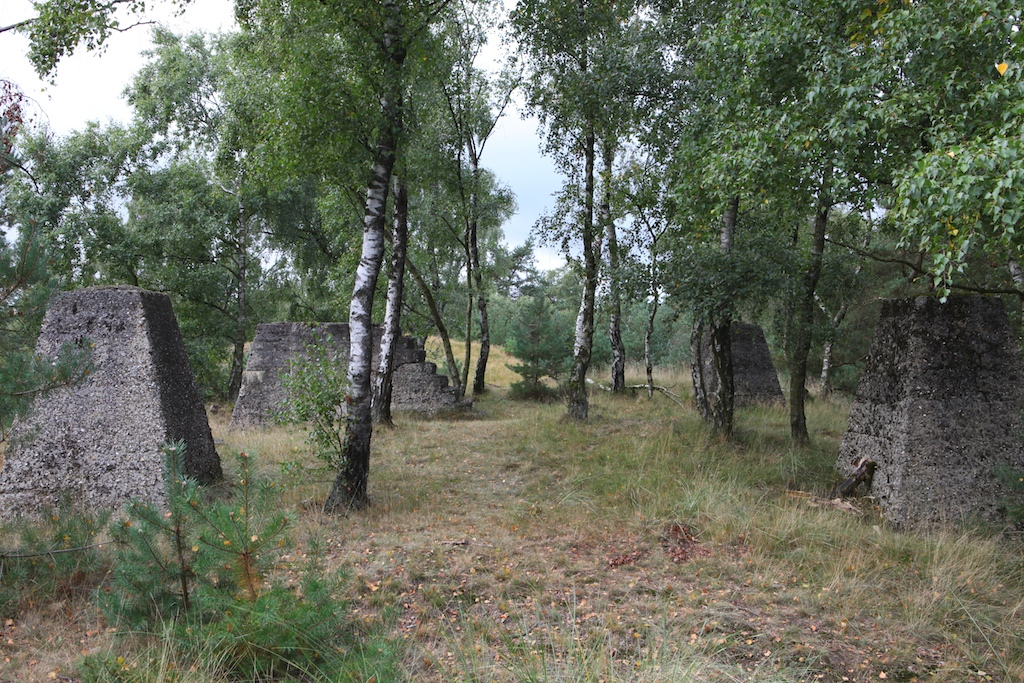
Teerose II の遺跡。

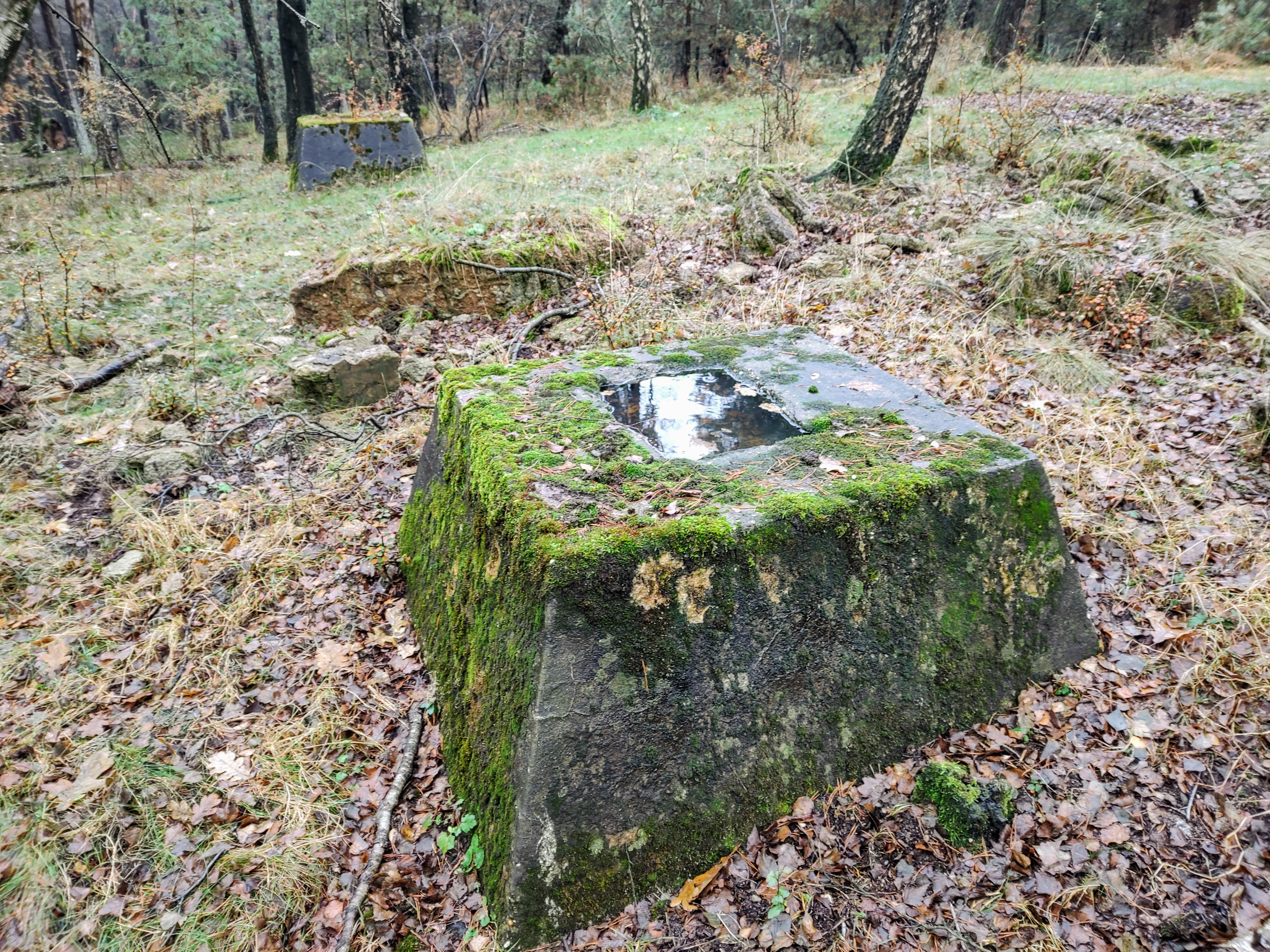
Teerose II の最西端のゲージタワーの遺跡。

ティーローゼ（Teerose）は、第二次世界大戦中に、オランダのヘルダーラント州アーネムの北東に設置された、ドイツ軍の3つのレーダーシステムの名称である。各局は、Yレベル方式と呼ばれる新しい方式を採用し、自機の位置を把握すると同時に、ポーリングされた機体と（音声）無線通信ができるようにしたのである。
ドイツ空軍の慣例として、測距所にはその測距所がある場所と同じ頭文字のコードネームをつけることになっている。
基地は当時のフリーガーホルスト・ディーレンと司令部壕ディオゲネスの近くにあり、高さ100メートルを超える3つの丘の上にあった。ほとんどの施設は戦後に解体されたが、主にコンクリートの土台が残っている。

## Teerose I、II、III
Teerose I
この最初の基地は1942年6月から運用された。テレー近郊の高さ102メートルのガルゲンベルクとその周辺、現在のアーネム市テレー滑空場に設置された。もともとはティーローゼと呼ばれていたが、ティーローゼIIが建設された際に「I」が加えられた。かつての管理棟（Schreibstube）は現存している。ティーローゼIには、ドイツ空軍の男女約120人が駐留していた。
Teerose II
第二の駐屯地は、ヴェルウェの最高地点である標高110メートルの丘、シグナル・インボッシュの近く、レーデルとウォルト・レーデルのヒース地帯の南に位置するレーデンの自治体にあった。約125人の男女がこの広大な地域にいくつかのバラックに駐屯し、その残骸がいくつか残っている。この地域は「ドイツ村」とも呼ばれていた。この地域のいくつかの場所には、計器塔のコンクリートの土台が残っている。
Teerose III
これは非公式な呼称であり、従って作戦上の地位ではない。TIIIはティーローゼIやIIよりも小型で、ドイツ空軍のLnサービスも配備されていなかった。これはおそらく試験的なものであろう。
TIIIはロゼンダール市のポッセンベルクにあり、T1とT2のちょうど中間、テレットヒースの北東端に近い場所にあった。ここの最高地点は103メートルである。残された4本の台座の間にP2000マストが建てられている。さらに、森の中には瓦礫や金属の残骸が見られる。
これは非公式な呼称であり、業務上のポジションではない。 TIII はティーローゼ I および II よりも小さく、ドイツ空軍の Ln サービスも配備されていなかった。これはおそらく試験的なもので、シェーダー氏とフリッケ氏の指揮下にある「Y-アルンハイム」のテスト/開発場所に関するもので、そこでは当時の新しいY-システム用の機器が開発およびテストされた。 TIII は、ポッセンベルク沿いのローゼンダール市、まさに T1 と T2 の間、テレツェ荒野の北東端に近い場所にあった。 ここの最高点は103メートルです。 P2000 マストは残りの 4 つの台座の間に建てられている。 また、森林内には瓦礫や金属の残骸が確認できる。

## ディオゲネス司令部
無線監視ステーションから収集されたデータは、アーネムの北東にあるディオゲネス司令部掩蔽壕に送信された。現在はゲルダース公文書館などが使用している。